# 伊尔姆河畔普法芬霍芬
伊尔姆河畔普法芬霍芬（德語：Pfaffenhofen an der Ilm，官方拼写为，發音：[pfafn̩ˈhoːfn̩ ʔan deːɐ̯ ˈʔɪlm] ⓘ）是德国巴伐利亚州上巴伐利亚行政区的城市，是伊尔姆河畔普法芬霍芬县的县治，面积92.64平方千米，2023年12月31日人口为27,143人。